# Personal Software Services
Personal Software Services（直译“个人软件服务”）是坐落于英国考文垂的软件公司，由加里·梅斯和理查德·科凯恩建立于1981年。公司于1987年被Mirrorsoft收购。
公司在1980和1990年代，为Sinclair ZX Spectrum、Commodore 64、Amstrad CPC、雅达利ST、IBM PC等平台制作了游戏。公司还在英国，代理销售了多款法国公司ERE Informatique的游戏。